# Alberto Gamboa
Manuel Alberto Gamboa Soto (Santiago, 16 de febrero de 1921-Ib., 11 de enero de 2019), más conocido como Gato Gamboa, fue un periodista, editor y director de diversos periódicos de Chile. En 2017 fue galardonado con el Premio Nacional de Periodismo.

## Biografía
Es sabido que Gamboa estudió en la Escuela Primaria n.º 48, el Liceo José Victorino Lastarria —fue allí que un compañero le puso, a los 12 años, el apodo de «Gato», que le acompañó toda su vida— y, después, en el Instituto Pedagógico de la Universidad de Chile, donde egresó de la carrera de Historia y Geografía.
Su carrera periodística la comenzó como reportero deportivo en el diario La Opinión cuando tenía 17 años de edad.
Fue uno de los fundadores del Colegio de Periodistas de Chile y del Círculo de Periodistas Deportivos, que presidió de 1950 a 1960.
Trabajó en la revista Ercilla, en Las Noticias de Última Hora, periódico que llegó a dirigir, y La Gaceta.
Dirigió el diario Clarín desde principios de los años 1960 hasta septiembre de 1973, cuando dejó de existir a raíz del golpe militar encabezado por el general Augusto Pinochet.
El «Gato» Gamboa fue detenido, torturado y relegado, experiencia que después contaría en su libro testimonial Un viaje por el infierno (1984). Gamboa pasó por el Centro de detención Estadio Nacional de Chile y en el Campo de Prisioneros Chacabuco. Obtuvo la libertad en 1976, tras lo cual no logró trabajar en medios periodísticos, debiendo realizar distintas labores, entre ellas la de obrero durante la construcción de la Línea 1 del Metro de Santiago.

Hombre de temple excepcional, cuando salió libre desempeñó varios oficios para sobrevivir. Entre ellos, fue jornalero en la construcción de un tramo del Metro de Santiago, donde su misión consistía en acarrear materiales en una carretilla. Emilio Filippi lo rescató otra vez para el periodismo en la recordada revista Hoy.
José Miguel Varas

Posteriormente dirigió el periódico Fortín Mapocho, estuvo en los inicios de La Cuarta y de La Época, diario en el que fue jefe de Deportes, y fue subdirector de La Nación.
Participó en diversos documentales que se han hecho sobre el período histórico en el que fue un personaje de relevancia. También fue miembro de jurados periodísticos, ha escrito libros y obtenido premios y ejercido la docencia (en la UNIACC) .
Vivía en una casa DFL2 de calle Bremen, en Ñuñoa. Falleció el 11 de enero de 2019 en la Clínica Dávila, en la comuna de Recoleta.

## Premios y distinciones
- Premio Nacional de Periodismo en 2017.[7]
- Premio a la Trayectoria Periodística, otorgado por el Colegio de Periodistas de Chile.
- Premio a periodistas destacados de Chile, otorgado por la Intendencia de Valparaíso.
- Premio Camilo Henríquez en 2007.
- Salón Alberto Gamboa Soto en el Liceo Nacional de Maipú, Maipú.
- Premio Bicentenario de Periodismo de Chile en 2012.

## Obras
- Un viaje por el infierno, apareció originalmente por entregas semanales de la revista Hoy en agosto y septiembre de 1984 (reeditado por Editorial Forja, Santiago, 2010)[8]
- Las siete vidas del Gato Gamboa, conversaciones de Francisco Mouat con el Gato; Lolita Editores, Santiago, 2012

## Documentales en los que participa como protagonista
- Yo soy, yo era y yo seré (producción alemana filmada en Chacabuco).
- Estadio Nacional (coproducción) de la documentalista Carmen Luz Parot.
- Búsqueda de la verdad, programa especial de investigación de TV5, donde el periodista Ibar Aibar recorre las vicisitudes que vivió su padre al ser detenido en 1973.